# Változástenger
A Változástenger Jávori István 2008-ban a miskolci Könyvműhely gondozásában megjelent kisepikai műveket tartalmazó kötete.

## A történetek
| Cím                           | Tartalom                                                                      |
| ----------------------------- | ----------------------------------------------------------------------------- |
| Rozsdaövezet                  | Fejlődési lehetőségek Kazincbarcikán                                          |
| Változástenger                | Hol van már a Pannon-tenger?                                                  |
| Szőnyegbombázás               | A háború szörnyűségei megismétlődhetnek                                       |
| Szlovákbarátság               | Megbékélés a szomszédokkal                                                    |
| Szemétkiállítás               | Ironikus helyzetkép a konténerek környékéről                                  |
| Galaktikus utazás             | Utazás egy klinikára és a Galaktika szerkesztőségébe                          |
| Karácsony előtt               | A szeretet ünnepének mozaikképei ókori keretbe foglalva                       |
| Jövőmese                      | Mit hozhat a jövő egy kisváros számára?                                       |
| Két kiállítás emlékképei      | Van Gogh-kiállításon a Szépművészeti Múzeumban és a Terror Háza titkai        |
| Életkori sajátosság           | A csodagyerekek és a csodálatra képes hétköznapi fiatalok                     |
| Fontos-e a név?               | Megmarad az identitásod, ha elvették a neved?                                 |
| Az utolsó könyv               | Ha a múlt nem hagyja magát, jelen akar lenni, akkor mi lesz a jövővel?        |
| Invázió                       | Földönkívüliek a Kék Bolygó meghódítására készülődnek                         |
| Leltár                        | Csata az űrben Örkény után szabadon                                           |
| Beavatkozás                   | Az író találkozása egy időutazóval                                            |
| Bolygósors                    | Mi a közös a Plútóban és a pedagógusokban?                                    |
| Visszaminősítve               | Pedagógus-félelmek                                                            |
| Reformmese                    | Varázslóvárosok, jóstanodák és csodamágusok                                   |
| Porszem                       | Érzések és gondolatok iskolabezárások és racionalizálások idejében            |
| Egy elfelejtett könyv         | Apuleius: Az aranyszamár (recenzió)                                           |
| Hat haiku                     | Mini sci-fi versek                                                            |
| Mélyálom                      | Vámos Miklós ihlette titokzatos utazás                                        |
| Ahol a világnak nincsen szája | Személyes visszaemlékezés 19 évre                                             |
| Egy pingpongasztal pusztulása | Monológ a hanyatlásról                                                        |
| A könyvek türelmesek          | Kazincbarcika az irodalomban                                                  |
| Kompetencia királykisasszony  | Egy 120 órás intenzív pedagógus továbbképzés margójára                        |
| Quo vadis = Hová mész?        | Hazaszeretet válság idején                                                    |
| Védekező anyanyelv            | Beke György kézikönyvének könyvajánlója                                       |
| Az éjszaka hangjai            | Koncertek és egyéb zajok                                                      |
| Mozaikképek 2006-ból          | Apró szubjektív eseménytár                                                    |
| Üzenőfüzet                    | 160 karakteres tréfás esemesek                                                |
| Szakállamtitkár               | Egy álom és egy fura szó                                                      |
| Reform a Balatonnál           | Szatíra a magyar tenger jövőjéről                                             |
| Hármas-forrás                 | Monda a honfoglalás korából                                                   |
| Himnusz a pincében            | Iskolafelújítás magyar módra                                                  |
| Templomban                    | A dédike kérése                                                               |
| Mene, tekel, ufarszin         | A politikai elit presztízse                                                   |
| Te, figyelj, haver!           | Két honpolgár párbeszéde                                                      |
| Portré                        | Riport Jávori Istvánnal (Kazincbarcikai Közélet, 2006. november 9., 5. oldal) |
| Leltár a blogban              | Létösszegző vers                                                              |

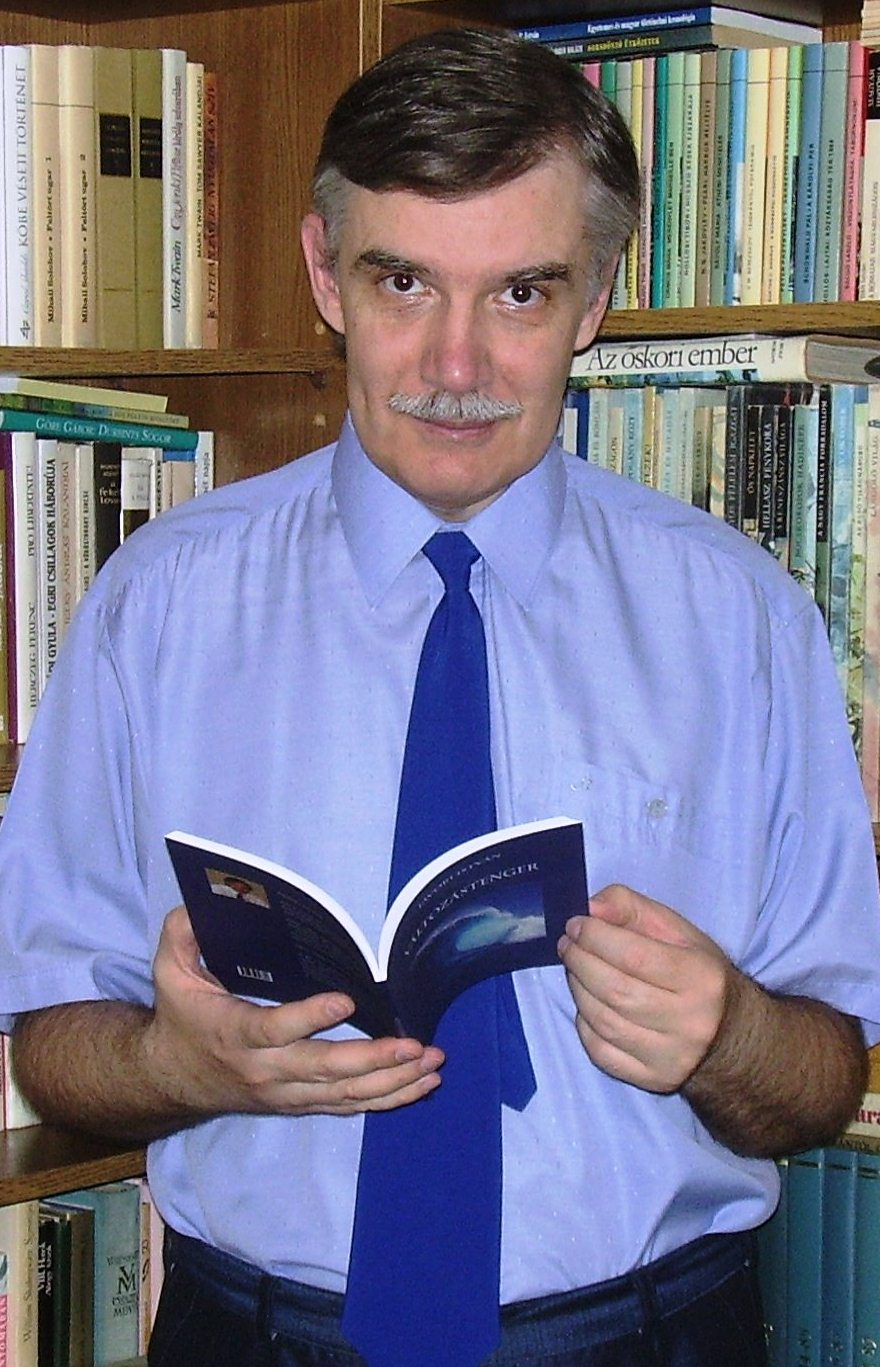
A szerző a kötettel

A 40 írás: karcolat, humoreszk, novella, szatíra, recenzió, ars poetica, haiku, mese, monda, elbeszélés, magánvélemény műfaji sokféleségének is következménye a Változástenger kötetcím.